# Roman Weidenfeller
Roman Weidenfeller (født 6. august 1980 i Diez, Vesttyskland) er en tidligere tysk fodboldspiller, der spillede målmand hos bl.a.Bundesliga-klubben Borussia Dortmund. Han spillede for klubben siden 2002, hvor han kom til fra 1. FC Kaiserslautern, der også var hans klub som ungdomsspiller.

## Landshold
Weidenfeller har (pr. januar 2011) spillet én kamp for Tysklands A-landshold, som han fik debut for som 33-årig imod England den 19. november 2013 i en venskabskamp. Han var en del af den tyske trup til VM i 2014 i Brasilien, hvor holdet vandt guld. Han var dog under hele turneringen reserve for førstevalget Manuel Neuer, og så alle tyskernes syv kampe fra reservebænken.
Derudover spillede han som ungdomsspiller for de tyske hold på U-21 niveau.